# Дженни-Линд (остров)
Дженни-Линд (англ. Jenny Lind Island) — остров Канадского Арктического архипелага. Назван в честь знаменитой оперной певицы, "шведского соловья" Йенни Линд. В настоящее время остров необитаем (2012).

## География
Площадь острова составляет 420 км². Длина береговой линии 113 км. Длина острова составляет 27 км, максимальная ширина — 16 км.
Остров Дженни-Линд расположен в водах залива Куин-Мод у южного входа в пролив Виктория, в 15 километрах к юго-востоку (через пролив Айсбрейкер) от юго-восточной оконечности крупного острова Виктория. К северо-востоку расположены острова Ройал-Джиографикал-Сосайети, а к востоку и юго-востоку — острова Брайд (Bryde Island), Бордж (Borge Island) и Амундсен.
Ландшафт острова плоский, средняя высота менее 30 метров над уровнем моря. По равнине разбросаны многочисленные маленькие водоёмы и озёра, значительную территорию занимают болота. В южной части острова, напротив одноимённой бухты, лежит песчаная равнина.

## Фауна
Остров играет важную роль для мигрирующих водоплавающих птиц, в особенности для канадских казарок, белых гусей и гусей Росса.
Из млекопитающих на острове встречаются овцебыки.
По классификации Всемирного фонда дикой природы остров Дженни-Линд входит в североамериканский экорегион:
полярной тундры (Middle Arctic tundra).

## История

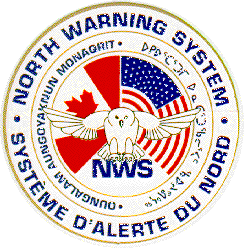

На острове размещена автоматическая радиолокационная станция CAM-1, входящая в Северную систему предупреждения (North Warning System), предшественница которой в годы холодной войны носила название Линия «Дью».